# Dubbellooffamilie
De dubbellooffamilie (Blechnaceae) is een wereldwijd verspreide  familie van varens met negen tot elf geslachten en 240 tot 250 soorten. Het zijn voornamelijk tropische en subtropische terrestrische varens.
De familie is sterk verwant aan de eikvarenfamilie (Polypodiaceae).
Van de dubbellooffamilie komt alleen dubbelloof in België en Nederland voor.

## Naamgeving en etymologie
- Synoniem: Stenochlaenaceae Ching
- Engels: Chain Fern family

De botanische naam Blechnaceae is overgenomen van het geslacht Blechnum en komt van het Oudgriekse βλῆχνον (blēchnon), een oude naam voor 'varen'.
De Nederlandse naam 'dubbelloof' slaat op de twee duidelijk verschillende types bladen.

## Kenmerken
De varens van de dubbellooffamilie hebben allen een korte, rechtstaande wortelstok met schubben. Ook de steel is meestal beschubd en bevat twee grote en enkele kleine vaatbundels.
De bladen of veren zitten bij elkaar in rechte of schuin opgaande bundels, zijn groot en leerachtig en enkel, dubbel of meervoudig geveerd. Er is dikwijls een duidelijk verschil tussen fertiele en steriele bladen. Jonge, nog opgerolde bladen zijn vaak rood van kleur.
De sporenhoopjes liggen naast de bladnerven op de onderzijde van de bladen, zijn langwerpig en afgedekt met een eveneens langwerpig dekvliesje dat naar de bladnerf opengaat.

## Voorkomen
Blechnaceae zijn met enkele uitzonderingen varens van subtropische en tropische streken. Enkel de geslachten Blechnum en Woodwardia komen ook in noordelijke streken voor.
De meeste leden van deze familie zijn grondvarens, sommige soorten komen ook op rotsen voor of zijn epifytisch.

## Taxonomie

### Geslachtenlijst
- Geslachten:
  - Blechnum L.
  - Brainea J.Sm.
  - Doodia R.Br.
  - Pteridoblechnum Hennipman
  - Sadleria Kaulf.
  - Salpichlaena J.Sm.
  - Steenisioblechnum Hennipman
  - Stenochlaena J.Sm.
  - Woodwardia Sm.

### Beschreven soorten
Eén soort is in België en Nederland in het wild te vinden. Verder is in Zuid-Europa ook het geslacht Woodwardia aanwezig met één soort.
Familie: Dubbellooffamilie (Blechnaceae)
- Geslacht: Blechnum
  - Soort: Dubbelloof (Blechnum spicant)
- Geslacht: Woodwardia
  - Soort: Woodwardia radicans